# Джанет
Джа́нет (англ. Janet) — женское английское личное имя; представляет собой диминутивную форму от имени Джейн (Jane), обретшую самостоятельность.
Имя Джанет широко использовалось в Англии в Средневековье, но в XVII веке имя оставалось в употреблении в Шотландии и лишь в некоторых районах Англии. Его возвращение в широкий обиход в Англии произошло в конце XIX века; при этом в Шотландии имя по-прежнему сохраняло свою популярность. В 1954 году в Англии и Уэльсе имя Джанет отмечалось на пятом месте в десятке самых востребованных женских имён, но с 1960-х годов имя в Великобритании (повсеместно) вышло из моды.
В современном «Словаре русских личных имён» приводится имя Джанета в качестве недавнего заимствования из английского языка.